# Journal of Labelled Compounds and Radiopharmaceuticals
Journal of Labelled Compounds and Radiopharmaceuticals (abrégé en J. Label. Compd. Radiopharm.) est une revue scientifique à comité de lecture. Ce mensuel publie des articles de recherches originales concernant la chimie des composés marqués. Cette publication est le journal officiel de l'International Isotope Society.
D'après le Journal Citation Reports, le facteur d'impact de ce journal était de 1,273 en 2014. Actuellement, le directeur de publication est K. M. W. Lawrie de GlaxoSmithKline.